# Team Lotto-Kern Haus
El Team Lotto-Kern Haus (codi UCI: LKH) és un equip ciclista alemany, de ciclisme en ruta de categoria continental. Creat al 2014 amb part de l'antic equip del Quantec-Indeland.

## Principals resultats
- Chrono champenois: Daniel Westmattelmann (2016)

## Composició de l'equip
| \| Llista de l'equip 2017 \| Llista de l'equip 2017 \| Llista de l'equip 2017 \| Llista de l'equip 2017 \| \| Ciclista \| Data de naixement \| Equip previ \| \| \| --------------------------------------- \| ---------------------- \| --------------------------------- \| ---------------------- \| \| Julian Braun \| 27 de setembre de 1995 \| \| \| \| Frederik Einhaus \| 29 de març de 1998 \| \| \| \| Raphael Freienstein \| 8 de abril de 1991 \| Charter Mason Giant Racing (2015) \| \| \| Christopher Hatz \| 21 de octubre de 1991 \| MLP Bergstraße (2014) \| \| \| Luca Henn \| 18 de desembre de 1997 \| \| \| \| Joshua Huppertz \| 10 de novembre de 1994 \| \| \| \| Tobias Knaup \| 17 de març de 1993 \| LKT Team Brandenburg (2014) \| \| \| Robert Retschke \| 17 de desembre de 1980 \| Quantec-Indeland (2013) \| \| \| Jonas Rutsch \| 24 de gener de 1998 \| \| \| \| Fabian Schormair \| 23 de octubre de 1994 \| \| \| \| Joshua Stritzinger \| 6 de desembre de 1995 \| \| \| \| Jonas Tenbrock \| 16 de desembre de 1995 \| \| \| \| Luc Turchi \| 1 de juny de 1995 \| \| \| \| Richard Weinzheimer \| 4 de abril de 1996 \| \| \| \| Daniel Westmattelmann \| 31 de octubre de 1987 \| Quantec-Indeland (2013) \| \| \| \| \| \| \| \| Fonts: ProCyclingStats Cycling Quotient \| \| \| \| |                        |                                   |  |
| Llista de l'equip 2017 |                        |                                   |  |
| Ciclista | Data de naixement      | Equip previ                       |  |
| Julian Braun | 27 de setembre de 1995 |                                   |  |
| Frederik Einhaus | 29 de març de 1998     |                                   |  |
| Raphael Freienstein | 8 de abril de 1991     | Charter Mason Giant Racing (2015) |  |
| Christopher Hatz | 21 de octubre de 1991  | MLP Bergstraße (2014)             |  |
| Luca Henn | 18 de desembre de 1997 |                                   |  |
| Joshua Huppertz | 10 de novembre de 1994 |                                   |  |
| Tobias Knaup | 17 de març de 1993     | LKT Team Brandenburg (2014)       |  |
| Robert Retschke | 17 de desembre de 1980 | Quantec-Indeland (2013)           |  |
| Jonas Rutsch | 24 de gener de 1998    |                                   |  |
| Fabian Schormair | 23 de octubre de 1994  |                                   |  |
| Joshua Stritzinger | 6 de desembre de 1995  |                                   |  |
| Jonas Tenbrock | 16 de desembre de 1995 |                                   |  |
| Luc Turchi | 1 de juny de 1995      |                                   |  |
| Richard Weinzheimer | 4 de abril de 1996     |                                   |  |
| Daniel Westmattelmann | 31 de octubre de 1987  | Quantec-Indeland (2013)           |  |
| |                        |                                   |  |
| Fonts: ProCyclingStats Cycling Quotient |                        |                                   |  |

## Classificacions UCI

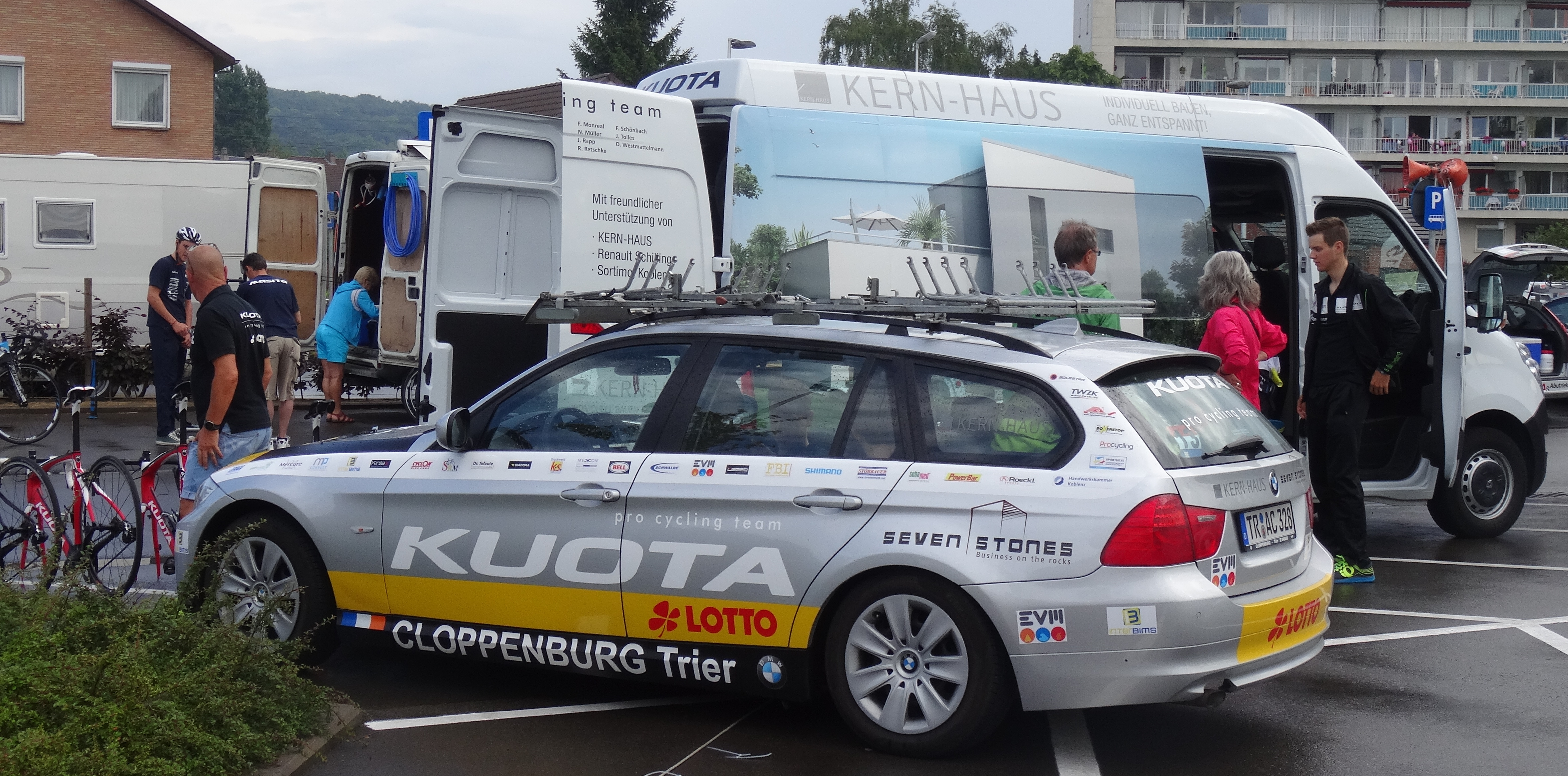
Vehicle de l'equip al 2014

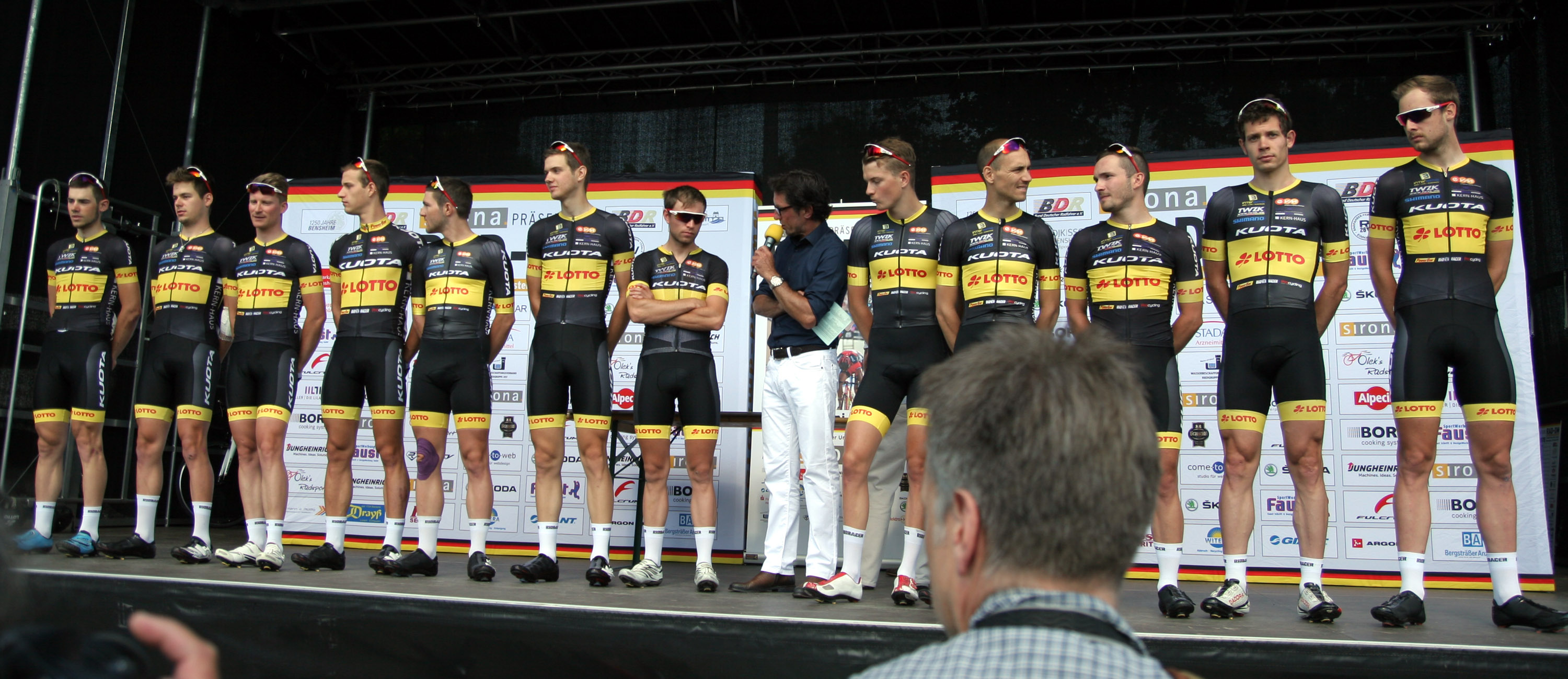
L'equip al 2015

L'equip participa en les proves dels circuits continentals i principalment en les curses del calendari de l'UCI Europa Tour.
UCI Àsia Tour
| Temporada | Classificació per equips | Millor ciclista en la classificació individual |
| --------- | ------------------------ | ---------------------------------------------- |
| 2014      | 71è                      | Michael Kurth (249è)                           |

UCI Europa Tour
| Temporada | Classificació per equips | Millor ciclista en la classificació individual |
| --------- | ------------------------ | ---------------------------------------------- |
| 2014      | 125è                     | Robert Retschke (1057è)                        |
| 2015      | 80è                      | Maximilian Walscheid (124è)                    |
| 2016      | 66è                      | Daniel Westmattelmann (410è)                   |
| 2017      | 96è                      | Joshua Huppertz (537è)                         |